# Ovington (Essex)
Ovington è un villaggio e parrocchia civile dell'Inghilterra, appartenente alla contea dell'Essex.